# Награда Микица Здравковић
Награда Микица Здравковић је годишње признање Арсенал феста намењено личностима из Србије и региона за њихов укупни досадашњи рад на музичкој сцени. Установљена је и први пут додељена 2021. године, на 11. Арсенал фесту. Награда носи име Микице Здравковића, дугогодишњег крагујевачког радника у култури, промотера музике, културе и једног од оснивача Арсенал феста.

## О награди
Организатори Арсенал феста уочили су да међу многобројним музичким наградама недостаје еснафско признање намењено музичким посленицима без чијег знања и стручности се не би могли организовати многи музички догађаји. Циљ Арсеналовог признања је препознавање заслуга појединаца на основу њиховог дугогодишњег рада на успостављању веза међу људима, сценама и државама, рада на унапређењу стандарда концертног и издавачког посла.  
Одлуку о избору добитника доноси жири који чине угледне личности српске музичке сцене. Награда се додељује на Светски дан музике и представља увод у Арсенал фест. Добитници признања могу бити заслужни музичари, организатори, продуценти, тонци, техничко особље, менаџери, публицисти, новинари, промотери, издавачи или други људи запослени или укључени у музички посао.

## Добитници награде
| Година | Добитник               | Образложење                                                      |
| ------ | ---------------------- | ---------------------------------------------------------------- |
| 2021.  | Ненад Кузмић           | Музички уредник Радио Београда 202                               |
| 2022.  | Брајан Рашић           | Концертни фотограф                                               |
| 2023.  | Војислав Аралица       | Истакнути продуцент, музичар, композитор и аранжер               |
| 2024.  | Бранко Голубовић Голуб | фронтмен панк-рок бенда Гоблини и дугогодишњи хуманитарни радник |
| 2025.  | Никола Врањковић       | Певач, гитариста, композитор, текстописац и музички продуцент    |